# Brina Svit
Brina Svit, née Brina Švigelj le 31 mai 1954 à Ljubljana en Yougoslavie, est une femme de lettres slovène écrivant principalement en français.

## Biographie
Brina Švigelj étudie la philologie française et la littérature comparée à l'université de Ljubljana, puis à la suite de son mariage avec un Français (son nom civil est Brina Švigelj-Mérat), s'établit à Paris en 1980. Alors qu'elle embrasse la carrière d'écrivain, elle décide d'utiliser le nom de plume Brina Svit (« svit » signifiant « aube » en slovène) pour ses publications.
Ses quatre premiers romans sont écrits en slovène. À partir de Moreno, son cinquième roman, Brina Svit choisit d'écrire en français, justifiant ce choix d'une langue qu'elle « ne possède pas totalement » parce qu'elle l'« oblige à aller vers l’essentiel ».
Brina Svit collabore pendant vingt-huit ans (jusqu'en 2009) au quotidien slovène Delo.
En 2017, son recueil de nouvelles Nouvelles Définitions de l'amour est finaliste du Prix Goncourt de la nouvelle.

## Œuvre
- April (non traduit), 1984
- Navadna razmerja (non traduit), 1998 – co-écrit avec Peter Kolšek
- Con brio, trad. Zdenka Štimac, coll. « Du monde entier », éditions Gallimard, 1999  (ISBN 9782070754670)
- Mort d'une prima donna slovène (Smrt slovenske primadone), trad. Zdenka Štimac, coll. « Du monde entier », éditions Gallimard, 2001  (ISBN 9782070758944) – Prix Pelléas 2001
- Moreno, coll. « Blanche », éditions Gallimard, 2003  (ISBN 9782070769193) Prix du rayonnement de la langue et de la littérature françaises[5] 2003
- Un cœur de trop, coll. « Blanche », éditions Gallimard, 2006  (ISBN 9782070776733)  Prix de l'Académie française Maurice-Genevoix[5] 2006
- Coco Dias ou la Porte Dorée, coll. « Blanche », éditions Gallimard, 2007  (ISBN 9782070785575)
- Petit Éloge de la rupture, coll. « Folio 2 € » no 4961, éditions Gallimard, 2009  (ISBN 9782070398690)
- Une nuit à Reykjavík, coll. « Blanche », éditions Gallimard, 2011  (ISBN 9782070134649)
- Visage slovène, coll. « Blanche », éditions Gallimard, 2013  (ISBN 9782070142668)[6],[7]
- Nouvelles Définitions de l'amour, coll. « Blanche », éditions Gallimard, 2017  (ISBN 9782072697814)
- Le Dieu des obstacles, éditions Arléa, 2021  (ISBN 978-2363082435)
- Les Cycles de la révolte, coll. « Blanche », éditions Gallimard, 2024  (ISBN 978-2073037428)

## Prix et distinctions
- 2003 : Prix du rayonnement de la langue et de la littérature françaises[5] pour Moreno
- 2006 : Prix de l'Académie française Maurice-Genevoix[5] pour Un cœur de trop
- 2011 : Prix littéraire européen Madeleine-Zepter pour Une nuit à Reykjavik[8]
- 2017 : Finaliste du Prix Goncourt de la nouvelle[4] pour Nouvelles Définitions de l'amour

## Sur quelques livres

### Visage slovène
Depuis son premier séjour à Buenos Aires, l'auteure a le projet de revenir rencontrer (et photographier) ces émigrés ou exilés slovènes en Argentine, responsables du miracle slovène en Argentine. Beaucoup sont passés par l'Hotel de Inmigrantes (es). Elle concrétise son idée vers 2005 à la suite de divers événements. La plupart des patriotes slovènes ont fui entre 1940 et 1950, tous n'étaient pas des domobranci de la Garde nationale slovène ou des Branko Rozman (sl). Et certains de leurs descendants sont revenus en Slovénie.
Au hasard des rencontres : Rok Fink, Lucka Potocnik, Maria Lucia Potocnik, Tone Mizeric, Marjan et Pavla Eiletz, Mimi Antonic, Julia Sarachi (et Rafael Vodopivec), Peter Rot, Jani Gris, Lucka Pavser, Andrej Repar, Bojan Mozetic, Andrej Rot (sl) Gandhi... qui ont maintenu, entretenu dans la diaspora slovène (en) une culture slovène argentine, dont la langue, la poésie, le rêve de liberté.
Bien sûr, l'auteure est accompagnée des textes de Witold Gombrowicz (1904-1969, argentin de 1939 à 1963, cet autre européen émigré, à Bueno Saires puis Tandil) et de sa veuve Rita Gombrowicz (1935-).